# SSO (danske gymnasier)
 For alternative betydninger, se SSO. (Se også artikler, som begynder med SSO)
SSO er en forkortelse for større skriftlig opgave. Den skrives på 2. år af den gymnasiale uddannelse i gymnasiet eller Handelsgymnasiet (HHX), og på 2. år af en HF. SSO blev i forbindelse med gymnasiereformen af 2004 afløst af SRP (studieretningsprojekt). På HHX hedder opgaven dog stadig SRP. På STX, HHX og HTX skal SRP-rapporten have et omfang på 15-20 normalsider og 10-15 normalsider på  HF.
Ifølge Danske Gymnasieelevers Sammenslutning (DGS) er opgaverne for akademiske og vanskelige at løse for mange elever. Dette har bl.a. medført, at flere elever får deres forældre til at skrive opgaven. . I USA findes der virksomheder, som mod betaling udarbejder skriftlige opgaver til studerende; der findes ingen aktuelle undersøgelser af, om noget tilsvarende finder sted i Danmark